# Рёмер, Фердинанд
Карл Фердинанд Рёмер (нем. Carl Ferdinand von Roemer; 1818—1891) — немецкий геолог, минералог и палеонтолог.

## Биография
Родился 5 января 1818 года в семье адвоката в городе Хильдесхайм, рядом с Ганновером.
Окончил школу в Хильдесхайме, в 1836—1839 годах изучал юриспруденцию и естествознание в университетах Гёттингена и Гейдельберга. В 1840 году завершил обучение в Университете Берлина.
В 1842 году защитил диссертацию по палеонтологии моллюсков.
В 1845—1848 годах путешествовал по Северной Америке.
В 1847 году был приват-доцентом геологии и минералогии в Университете Бонна.
С 1855 года — профессор, одновременно, работал профессором геологии, палеонтологии и минералогии в Университете Бреслау. Был директором Минералогического кабинета.
В 1850-х годах изучал геологию в Англии, Франции, Испании, Швейцарии, Швеции, Норвегии, России и Турции.
В 1874 году был избран членом-корреспондентом Императорской Санкт-Петербургской академии наук.
Скончался 14 декабря 1891 года в Бреслау.

## Семья
- Брат — Рёмер, Герман
- Брат — Рёмер, Фридрих Адольф[нем.]

## Награды
- 1885 — Медаль Мурчисона

## Членство в организациях
- 1859 — член Геологического общества Лондона
- 1869 — член-корреспондент Королевской академии наук в Берлине[3]
- 1873 — почётный член Императорского минералогического общества в Санкт-Петербурге
- 1874 — член-корреспондент Санкт-Петербургской академии наук по физико-математическому отделению, разряд физических наук[4].
- 1885 — член-корреспондент Баварской академии наук